# هيئة الشؤون العامة
معهد الشؤون العامة (بالإنجليزية: Institute of Public Affairs، يُختصر بـ IPA) هو مركز أبحاث أسترالي محافظ غير ربحي يُعنى بالسياسات العامة المرتبطة باقتصاد السوق الحرة. يقع مقره في مدينة ملبورن بولاية فيكتوريا، أستراليا.
يروج المعهد لسياسات اقتصادية قائمة على مبادئ السوق الحر، بما في ذلك الخصخصة، وتحرير التجارة، وتقليل القيود التنظيمية المفروضة على المؤسسات، وإلغاء الحد الأدنى للأجور، وإلغاء بعض لوائح العمل. كما يعارض الاشتراكية، وينتقد المادة 18ج من قانون التمييز العنصري لعام 1975، والتي تحظر خطاب الكراهية على أساس العرق. وقد تبنى المعهد كذلك مواقف مشككة بخصوص التوافق العلمي حول تغير المناخ.

### التاريخ والخلفية
تأسس معهد الشؤون العامة خلال الحرب العالمية الثانية على يد مجموعة من رجال الأعمال، كرد فعل على تنامي نفوذ حزب العمال الأسترالي وصعود الاشتراكية الدولية. ومنذ تأسيسه، ارتبط المعهد ارتباطًا وثيقًا بالحزب الليبرالي الأسترالي، وغالبًا ما دعم سياساته. ووفقًا لرئيس الوزراء الأسترالي الأسبق جون هوارد، فقد كان للمعهد دور مؤثر في صياغة وتوجيه السياسات الليبرالية في البلاد. كما شارك في تمويل حملات إعلامية وسياسية لصالح مرشحين معارضين لحزب العمال.
تأسس معهد الشؤون العامة خلال الحرب العالمية الثانية من قبل رجال الأعمال ردًا على القوة المتزايدة لحزب العمال والاشتراكية الدولية، وعادة ما انحاز إلى الحزب الليبرالي ودعمه في السياسة. لقد قام في الماضي بتمويل وإنشاء حملات إعلانية للمرشحين المناهضين لحزب العمال، وكان له تأثير على سياسات الحزب الليبرالي، وفقًا لرئيس الوزراء السابق جون هوارد.

## النشأة والتاريخ المبكر
حدد المؤرخ الأسترالي مايكل بيرترام، في دراسته المنشورة عام 1989، ثلاث مراحل رئيسية في تطور معهد الشؤون العامة:
1. فترة الحرب وسنوات ما بعد الحرب المباشرة، التي شهدت جدلًا واسعًا حول مستقبل أستراليا الاقتصادي، وانتهت بانتخاب رئيس الوزراء روبرت مينزيس في عام 1949.
2. عصر الإجماع الكينزي خلال خمسينيات وستينيات القرن العشرين، حيث سادت السياسات الاقتصادية التي تمزج بين تدخل الدولة وآليات السوق.
3. التحول المحافظ إلى اليمين في السبعينيات والثمانينيات، والذي تميز بالعودة إلى سياسات السوق الحرة.

التأسيس (1943–)
تأسس المعهد في عام 1943 تحت اسم معهد فيكتوريا للشؤون العامة (Victorian Institute of Public Affairs)، وكان أول مدير له هو تشارلز كيمب، بينما شغل جورج كولز منصب الرئيس الافتتاحي. جاء تأسيس المعهد بمبادرة من رجال أعمال بارزين في القطاع الخاص، ووفقًا للمدير التنفيذي الحالي جون روسكام، فقد «أنشأت كبرى الشركات هيئة الشؤون العامة». وقد نُوقشت فكرة إنشائه لأول مرة داخل غرفة المصنوعات الفيكتورية، وهي هيئة صناعية تمثل مصالح الشركات في ولاية فيكتوريا.
جاءت ولادة المعهد في سياق سياسي شهد انهيار حزب أستراليا المتحدة، وهو الحزب اليميني الرئيسي آنذاك، مما ترك فراغًا سياسيًا لدى التيارات المحافظة والليبرالية. وقد سعى المعهد إلى لعب دور في توجيه إعادة إعمار أستراليا بعد الحرب العالمية الثانية، لا سيما مع تنامي الدعم الشعبي لحزب العمال الذي كان يروّج لبرامج بناء دولة الرفاه. وقد عبّر المؤسسون عن قلقهم من «صخب سائد لنوع جديد من المجتمع»، يُفهم منه الخشية من سياسات التأميم والاشتراكية التي كان يدعو لها حزب العمال آنذاك.
على مدار عام 1943، تم إنشاء فروع لمعهد الشؤون العامة في ولايات أسترالية أخرى، بما في ذلك نيو ساوث ويلز في مايو، وجنوب أستراليا في يونيو، وكوينزلاند في أغسطس، رغم أن هذه الفروع ظلت منفصلة إداريًا وأيديولوجيًا عن المركز في فيكتوريا. وقد أُغلق فرعا جنوب أستراليا وكوينزلاند في خمسينيات القرن العشرين. وتشير بعض السجلات إلى وجود هيئة سابقة تحمل اسم "معهد الشؤون العامة" كانت تعمل لفترة وجيزة في غرب أستراليا بين عامي 1941 و1942.
انخرط فرع نيو ساوث ويلز في أنشطة سياسية مباشرة، الأمر الذي دفع رئيس معهد فيكتوريا، جورج كولز، خلال الاجتماع السنوي الأول في عام 1944، إلى التأكيد على أن المعهد لا يهدف إلى الانخراط المباشر في السياسة الحزبية.
في مارس 1943، أبدى جهاز أمن الكومنولث (CSS)، بقيادة العميدويليام سيمبسون ، مخاوف بشأن التوجهات السياسية للمعهد، وطلب تقريرًا يوضح ما إذا كان المعهد أو رعاته يتعاطفون مع الفاشية أو الثورة المضادة أو أي من السلطات التي كانت أستراليا في حالة حرب معها. غير أن نائب المدير أفاد بأن لجنة المعهد ورعاته «لا يمكن توبيخهم»، مشيرًا إلى أن معظمهم من الشخصيات ذات السمعة الطيبة والسجل الوطني المشرّف. وقد أعيد فتح التحقيق لاحقًا في العام نفسه بعد إعادة هيكلة الجهاز الأمني، لكن لم تُعثر على مؤشرات تفيد بأن المعهد كان يزاول أنشطة تخريبية، رغم الإشارة إلى انتماء بعض أعضائه في نيو ساوث ويلز إلى جمعيات مثيرة للجدل، مثل الجمعية اليابانية الأسترالية والحرس القديم.
بحلول أكتوبر 1944، نشر المعهد كتيبًا بعنوان ماذا بعد؟ (What Next?) في 80 صفحة، وُزّع منه 50,000 نسخة. وقد أشاد رئيس الوزراء الأسبق روبرت مينزيس بالكتيب، واصفًا إياه بأنه "أفضل بيان للمشكلات السياسية والفكرية الأساسية في أستراليا خلال سنوات عديدة".
ورغم أن المعهد لم يكن له ارتباط رسمي بتأسيس الحزب الليبرالي الأسترالي عام 1945، فإن العديد من الباحثين، من ضمنهم عالمة السياسة ماريان سيمز، يعتبرون أنه لعب دورًا مهمًا كمحور لتوحيد التيارات غير العمالية، وساهم في بلورة برنامج الحزب وتوجيه حملاته الإعلامية في فيكتوريا. وتُعد الوثيقة ماذا بعد؟ أحد المصادر الفكرية التي أثرت في البرنامج الافتتاحي للحزب.
من جانبه، نسب المؤرخ نورمان أبجورنسن إلى المعهد دورًا رئيسيًا في تقويض الدعم الشعبي لحزب العمال، مشيرًا إلى أنه قاد حملات دعائية فعالة لتصوير الحزب باعتباره قوة اشتراكية راديكالية تسعى إلى السيطرة بعد انتهاء الحرب.

## مؤسسين معهد فيكتوريا الشؤون العامة
| ج. كولز (رئيس)            | رئيس لجنة إدارة "كولز"                                  |
| أتش. ج. دارلينج           | رئيس مجلس الإدارة في شركة "بي أتش بي"                   |
| النقيب "سي.أى. أم ديرهام" | رئيس غرفة المصنعين الفيكتورية.                          |
| جي.أتش جريوايد            | مدير دار المخدرات في أستراليا.                          |
| أتش. ر. هاربر             | المدير العام لشركة فيكتوريا للتأمين                     |
| دبليو. إيه. إينس          | محامي ومدير الشركة.                                     |
| أف - إي لامبي             | رئيس المجلس الأسترالي لتجار التجزئة.                    |
| السيد والتر ماسي جرين     | مدير الشركة، مع مهنة سابقة مميزة في السياسة الفيدرالية. |
| السيد كيث مردوخ           | رئيس مجلس إدارة دار النشر" ذا هيرلد أند ويكلي تايمز"    |
| ل. ج. ماكونان             | كبير مديري البنك الوطني الأسترالي                       |
| سيسيل ن. مكاي             | إداري لإتش.في.مكاي- ماسي-هاريس                          |
| دبليو. إي ماكفرسون        | رئيس المديرين، ماكفرسون.                                |
| دبليو آي بوتر             | مؤسس شركة لان بوتر و كو (سماسرة الأسهم).                |
| أ. جي وارنر               | المدير العام للصناعات الإلكترونية                       |

### توافق الآراء الكينزي
خلال الخمسينيات والستينيات من القرن الماضي، «جاء معهد الشؤون العامة لدعم» الاقتصاد الكينزي بإخلاص، حيث كتب المخرج سي. دي كيمب «كلنا اشتراكيون الآن، خلال هذه الفترة، دافع المعهد عن خفض معدل الهجرة في أستراليا إلى النصف، مما أثار انتقادات من جمعية تنمية الصناعات الأسترالية و" ذا آيج". كما حدد المعهد التضخم كقضية رئيسية، وعارض إلغاء اختبار الموارد، ودعا إلى خفض الضرائب، وانتقد إدخال قانون الممارسات التجارية، ودعا إلى تقليل القيود على الاستثمار الأجنبي، واحتفل بانضمام بريطانيا إلى المجموعة الاقتصادية الأوروبية.
في عام 1962، أسقطت هيئة الشؤون العامة «فيكتوريا» من اسمها، وهو عمل تسبب في «تدهور العلاقات بينها وبين هيئة الشؤون العامة في نيو ساوث ويلز أكثر.

### التحول البحري إلى اليمين
في السبعينيات، تعاونت هيئة الشؤون العامة وهيئة الشؤون العامة في نيو ساوث ويلز لإنشاء "إينتر برايس أستراليا". كان لهذه المنظمة "هدف فوري وهو عزل حكومة حزب العمال الحالية في كانبيرا "، بينما بقيت وكالة تشجيع الاستثمار ظاهريًا على مسافة ذراع في محاولة ليُنظر إليها على أنها فوق السياسة الحزبية.
منذ تأسيسها حتى أواخر السبعينيات، ارتبطت هيئة الشؤون العامة بالاقتصاد الكينزي المناهض للاشتراكية والصناعة الحمائية. كان تعيين رود كيمب (نجل سي دي كيمب) مديرًا تنفيذيًا في عام 1982، إلى جانب التغييرات الإدارية الأخرى التي حدثت في أواخر السبعينيات وأوائل الثمانينيات، بمثابة تحول إلى الأيديولوجية الليبرالية الجديدة التي لا تزال مستمرة حتى يومنا هذا.
وفي حزيران/يونيه 1987، تأسست وكالة تشجيع الاستثمار كشركة محدودة بضمان.
في عام 1989، غيرت هيئة الشؤون العامة وهيئة الشؤون العامة في نيو ساوث ويلز التي كانت دائمًا متميزة إداريًا وأيديولوجيًا - اسمها إلى معهد سيدني، وانتقلت من مركز أبحاث ليبرالي جديد إلى منتدى المناقشة. كان لدى هيئة الشؤون العامة وهيئة الشؤون العامة في نيو ساوث ويلز ميزانية قدرها 120 ألف دولار في عام 1985، مقارنة بـ 300 ألف دولار لمعهد فيكتوريا للشؤون العامة.
ترك رود كيمب منصبه كمدير تنفيذي في عام 1989 حيث تم انتخابه لعضوية البرلمان.
في عام 1991، اندمجت هيئة الشؤون العامة مع المعهد الأسترالي للسياسة العامة ومقره بيرث وانتقل جون هايد من المدير التنفيذي للمعهد الأسترالي للسياسة العامة إلى المدير التنفيذي لـهيئة الشؤون العامة. تم تأسيس من قبل Hyde في عام 1983 كمركز أبحاث ليبرالي جديد، وجلب الاندماج إيراداته السنوية حوالي 300000 دولار أو 400000 دولار إلى IPA. ووصف هايد الاندماج بأنه "توحيد الجهود مع الأصدقاء القدامى.
تعاونت وكالة تشجيع الاستثمار مع معهد تاسمان في مشروع فيكتوريا، الذي قدم مخططًا لخصخصة الاقتصاد الفيكتوري وتحريره عندما أصبح جيف كينيت رئيسًا للوزراء في عام 1992. تم إجراء البحث بمساعدة موظفي Westpac المعارين للعمل في المشروع.
عصر ناهان وروسكام (1995 حتى الآن)
حل جون روسكام محل مايك ناهان كمدير تنفيذي في عام 2005، على الرغم من أنه عمل في IPA لعدد من السنوات قبل ذلك.
بين عامي 2009 و 2013، تضاعفت الإيرادات السنوية لـ IPA إلى 3.2 مليون دولار سنويًا، وهي زيادة تعزوها Roskam إلى حملة IPA ضد أجزاء من قانون التمييز العنصري ومقترحات تنظيم وسائل الإعلام لحكومة جيلارد.
في عام 2008، تم تعيين المدير التنفيذي السابق لـ IPA Rod Kemp رئيسًا لـ IPA.
في عام 2013، احتفلت IPA بالذكرى السبعين لتأسيسها، MCed للمعلق السياسي أندرو بولت. كان من أبرز الحضور في الاحتفالات:
... في أغسطس 2018، استقال مفوض الخدمة العامة الأسترالي جون لويد خلال تحقيق في مراسلات أجراها مع زملائه السابقين في معهد الشؤون العامة. في اليوم الذي تقاعد فيه، خلص التحقيق إلى أنه انتهك مدونة قواعد سلوك الخدمة العامة الأسترالية من خلال مراسلته مع معهد الشؤون العامة، لكن الانتهاك لم يستدعي العقوبة.عاد لويد بعد ذلك إلى العمل في IPA.
في عام 2018، أقامت IPA عشائين للاحتفال بالذكرى 75 لتأسيسها. الأول برعاية Visy وحدث في 21 أغسطس، ليلة أول تسرب لقيادة الحزب الليبرالي الأسترالي لعام 2018. تمت مقابلة رئيس الوزراء السابق جون هوارد في العشاء من قبل جانيت ألبريشتسن حول التسرب، لكنه لم يدعم صراحة أيًا من المرشحين. أشادت جينا رينهارت وروبرت مردوخ بالرئيس الأمريكي دونالد ترامب في العشاء.
استضاف كراون ملبورن العشاء الثاني في نوفمبر، واستضافته جانيت ألبريشتسن وأندرو بولت وبريندان أونيل. وكان من بين الضيوف رئيس حملة جمع التبرعات للحزب الليبرالي مؤسسة كورماك تشارلز غود ؛ أعضاء مجلس إدارة كورماك السابقين هيو مورغان وجون كالفيرت جونز ؛ الوزير الليبرالي آلان تودج ؛ والاستراتيجي الليبرالي بريان لوغنان.
في عام 2021، ردًا على تحركات حكومة حزب العمال الفيكتوري لحظر العرض العام للصليب المعقوف النازي ورموز الكراهية الأخرى، شجب روسكام هذه الخطوة ووصفها بأنها «الهجوم الأكثر شراسة على حرية التعبير الذي تم التفكير فيه في أي مكان في أستراليا».
الحوكمة والعضوية
الأعضاء المصوتون متميزون عن عموم الأعضاء، الذين بلغ عددهم 4559 في عام 2017. العضوية غير المصوتة مفتوحة للجمهور، وتتراوح رسوم العضوية بين 22 دولارًا و 249 دولارًا اعتبارًا من يوليو 2018. زادت العضوية منذ عام 2010، عندما كان هناك 826 عضوًا.
الموارد المالية والجهات المانحة
يتم تمويل IPA من خلال عضويتها، والتي تشمل الأفراد والشركات على حد سواء. لديها هيكل مزدوج، حيث أبلغت IPA ككل عن إيرادات قدرها 6.1 مليون دولار في السنة المالية 2017] والتي تشمل أموالًا من ذراعها الخيرية، معهد أبحاث الشؤون العامة، الذي أعلن عن إيرادات قدرها 0.6 مليون دولار.
تم تمويل IPA بشكل كبير من قبل Hancock Prospecting، والتي تشغل جينا رينهارت منصب الرئيس التنفيذي لها. دفعت Hancock Prospecting IPA 2.3 مليون دولار في السنة المالية 2016 و 2.2 مليون دولار في السنة المالية 2017، [39] وهو ما يمثل ثلث إلى نصف إجمالي إيرادات IPA في تلك السنوات. لم يتم الكشف عن هذه المدفوعات في تقارير IPA السنوية، [41] وقدمت ابنة رينهارت بيانكا هوب هيوارد في المحكمة أن مدفوعات Hancock Prospecting تم قيدها إلى Rinehart بصفتها الفردية. [39] أصبحت جينا رينهارت عضوًا مدى الحياة في IPA في نوفمبر 2016.
الشركات الأخرى التي قامت بتمويل أو تمويل IPA تشمل ExxonMobil و [43] Telstra و WMC Resources و Philip Morris و [44] Murray Irrigation Limited و [45] Visy و [34] Clouve En, Caltex, sell, E.....
يمكن للممولين «تخصيص» مدفوعاتهم لدعم عمل وحدات معينة داخل وكالة تشجيع الاستثمار.
كما تم تمويل معهد الشؤون العامة من قبل الكيان المرتبط بالحزب الليبرالي مؤسسة كورماك.
في عام 2003، دفعت الحكومة الأسترالية مبلغ 000 50 دولار لمعهد الشؤون العامة لاستعراض مساءلة المنظمات غير الحكومية.
صلات سياسية
تأسست IPA Victoria خلال الحرب العالمية الثانية من قبل رجال الأعمال ردًا على القوة المتزايدة المخيفة لحزب العمال والاشتراكية الدولية، حيث عرض المؤسس C. D. Kemp القضية على اللجنة الفرعية لغرفة المصنوعات الفيكتورية على هذا النحو:
"تتعرض حرية الأعمال التجارية الأسترالية اليوم لتهديد خطير من قبل القوى التي يتمثل هدفها الثابت والصارم في تأميم الصناعة بالكامل وترسيخ الاشتراكية كشكل دائم للمجتمع الأسترالي ؛ وهذا يعني إلغاء رأس المال الخاص والمساهمة، والربح، وحرية المشاريع الخاصة، ونقل السيطرة على الصناعة إلى موظفي الخدمة المدنية وقادة النقابات. وتتركز هذه القوى سياسياً في حزب العمل وصناعياً في النقابات العمالية ؛ وهي مدعومة بقطاع قوي ومتزايد للغاية من الرأي العام.
تأسست IPA Victoria كمنظمة غير سياسية، ورفضت استراتيجية IPA NSW المتمثلة في «العمل السياسي المباشر قصير المدى لهزيمة حزب العمال مع التركيز على الدعاية». ومع ذلك، عملت IPA Victoria كلجنة مالية للأحزاب غير العمالية في عامها الأول، وبحسب ما ورد قال أمين صندوق IPA في ذلك الوقت إن الكثير من تمويل IPA Victoria كان مشروطًا بإنفاقه على «محاربة الاشتراكية في الانتخابات القادمة» (الانتخابات الفيدرالية الأسترالية عام 1943). كتب مكتب الدعاية والبحوث التابع لها مذيعين سياسيين، وقدم ملاحظات المتحدثين إلى جميع المرشحين المؤيدين لحزب أستراليا المتحدة وحزب البلد المتحد وإنتاج الإعلانات.
تمت إعادة تقييم مشاركة IPA Victoria المباشرة في السياسة الفيدرالية بعد انتخابات عام 1943، وسلمت المنظمة مسؤولية جمع التبرعات إلى الجناح خارج البرلمان لحزب أستراليا المتحدة. ظل IPA Victoria منخرطًا في السياسة غير العمالية، بما في ذلك تمويل المرشحين للانتخابات الفرعية والمشاركة في تأسيس الحزب الليبرالي الأسترالي.
كان IPA Victoria أقل انخراطًا في الانتخابات الفيدرالية لعام 1949 من انتخابات عام 1943، لكن IPA Review نشرت مقالات تجادل ضد الاشتراكية ونصائح تكتيكية للحزب الليبرالي.
خلال فترة تشارلز كيمب كمدير، ركزت IPA Victoria مشاركتها السياسية على الأحزاب غير العمالية، ولم «تحاول بجدية» التأثير على سياسيي حزب العمال. وصفه الأكاديمي والموظف العام فينلي كريسب بأنه «قمر صناعي» للحزب الليبرالي خلال هذا الوقت، وكان لدى IPA Review سياسة عدم الاقتراب من شخصيات حزب العمال لتقديم الطلبات وانتقاد الحكومة الليبرالية.
في عام 1978، أعدت وكالة تشجيع الاستثمار والمجلس الأسترالي لنقابات العمال كتيبًا عن الشراكة في الصناعة، لكن ACTU حجب عن الرابطة ولم يكن اسمها في المنشور النهائي. بحلول الثمانينيات، غيرت IPA سياستها وفسحت المجال في مراجعة IPA للسياسيين العماليين و «الآخرين الذين ليسوا من إقناع المؤسسة الحرة.
حافظ المعهد على صلات أيديولوجية وسياسية وثيقة مع الحزب الليبرالي في القرن الحادي والعشرين. عمل المدير التنفيذي لـ IPA جون روسكام في الحملة الانتخابية للحزب الليبرالي خلال الانتخابات الفيدرالية لعام 2001  وترشح لانتخاب الحزب الليبرالي الأولي. ألقى توني أبوت المحاضرة السابعة والخمسين سي دي كيمب في 2001 حول عمل حكومة الائتلاف لبرنامج دول [53] وألقى رئيس الوزراء جون هوارد المحاضرة الستين سي دي كيمب في 2004 بعنوان العراق: أهمية رؤيتها من خلال. قال هوارد أيضًا إن سياساتها تتأثر بوكالة تشجيع الاستثمار، والتي «تساهم بقوة في النقاش الفكري حول القضايا وهذا بدوره له تأثير على الموقف الذي يتخذه الحزب الليبرالي».
التركيز البحثي
بعد الانتخابات الفيدرالية لعام 2013 لحكومة ائتلاف أبوت، أصدرت IPA قائمة تضم 75 مبادرة سياسية (أضافت لاحقًا 25 مبادرة أخرى) «لتحويل أستراليا» والتي تلخص الاتجاه الحالي لوكالة تشجيع الاستثمار.
كان الموقف الأيديولوجي لـ IPA Victoria في البداية «مزيجًا من السيطرة الكينزية والتنظيم الهايكي»، حيث قال رئيس IPA إريك لامبي في عام 1961 إن IPA تعتبر مسؤولية الحكومة عن التوظيف الكامل والضمان الاجتماعي وسرعة التنمية ومستويات المعيشة والاستقرار المالي «كلها ضرورية للغاية.
تغير هذا خلال أواخر السبعينيات والثمانينيات، [50] عندما تبنت IPA موقفًا عقلانيًا اقتصاديًا أو ليبراليًا جديدًا، حيث قالت IPA في عام 1988:
يتم تعزيز الحالة المادية لجميع قطاعات المجتمع بشكل أكثر فعالية من خلال تشجيع النمو الاقتصادي من خلال مؤسسة خاصة، ونظام اقتصادي موجه نحو السوق، بما في ذلك المشاريع الخاصة النشطة والحد الأدنى من التدخل الحكومي.
وتشمل المواقف الاقتصادية الأخيرة لوكالة تشجيع الاستثمار ما يلي:
[57]
إلغاء الحد الأدنى للأجور [58]
تحرير الاقتصاد الأسترالي ([57]) ؛
خصخصة الهيئات الحكومية مثل Australia Post و Medibank و SBS والمعهد الأسترالي للرياضة والشبكة الوطنية للنطاق العريض و CSIRO [57] و ABC ؛ [59]
خفض الإنفاق الحكومي ([57]) ؛
زيادة الشفافية في الحكومة ؛ [بحاجة إلى إشارة]
القضاء على برامج الرعاية القائمة التي تستهدف السكان الأصليين الأستراليين، بهدف تشجيع الانتقال إلى العمل، والاعتماد على الذات، وارتفاع الدخل ؛
الحفاظ على المستوى الحالي للهجرة أو زيادته ؛ [بحاجة إلى إشارة]
تخفيض استحقاقات وبدلات الخدمة العامة الأسترالية
التبغ
في التسعينيات، تم تمويل IPA من قبل صناعة التبغ لإجراء بحث «هاجم العلم وراء التدخين السلبي». تضمن البحث دراسة من عام 1996 أجراها جون لويك وجدت أن تأثير التدخين السلبي على غير المدخنين كان "تافهًا"، [62] وأن التدخين السلبي "الزائف" أو "الفاسد" يهدد القيم الديمقراطية المركزية للاستقلال والاحترام والتنوع. في عام 2010، جادلت IPA ضد خطط حكومة جيلارد لإدخال عبوات التبغ البسيطة، وانتقدها على أساس أن العبوات البسيطة قد لا تؤثر على استهلاك هذه المنتجات [64] وأن العبوات البسيطة قد تنتهك حقوق الملكية الفكرية في العلامات التجارية للتبغ والشعارات. إذا كان الأمر كذلك، فسيمثل خرقًا للشرط الدستوري بأن يكون الاستحواذ بشروط عادلة.
توقع مدير السياسة تيم ويلسون أن الحكومة قد تكون مسؤولة عن 3 مليارات دولار كتعويض، وهو ادعاء تم انتقاده في ذلك الوقت من قبل Media Watch جزئيًا لأن وسائل الإعلام التي تغطي مزاعم ويلسون لم تذكر أن IPA تتلقى تبرعات من صناعة التبغ. قضت المحكمة العليا في النهاية بعدم الحاجة إلى تعويض، في قضية British American Tobacco Australasia Limited و Ors ضد كومنولث أستراليا.
التغير المناخي
تقبل وكالة تشجيع الاستثمار أن تغير المناخ أمر حقيقي ولكنها ترفض الإجماع العلمي حول هذا الموضوع، أي أنه ناتج في الوقت الحالي بشكل أساسي عن الأنشطة البشرية (لا سيما حرق الوقود الأحفوري، مما يؤدي إلى تراكم غازات الدفيئة مثل ثاني أكسيد الكربون)، بحجة عدم وجود أدلة علمية كافية . وهي تدعو إلى أن البحث في علم المناخ يجب أن يكون أوسع نطاقًا من التركيز بشكل كبير على محاولة إثبات أن ثاني أكسيد الكربون هو ملوث خطير يغير المناخ بناءً على استنتاجات النماذج المناخية الافتراضية.  مولت وكالة تشجيع الاستثمار العديد من الأستراليين المتناقضين أو النشطين في أبحاث تغير المناخ البديلة.
في عام 2008، سهل المعهد تبرعًا بقيمة 350 ألف دولار أسترالي من قبل جي براينت ماكفي، منكر تغير المناخ، لجامعة كوينزلاند للبحوث البيئية. تم تقديم الأموال لتمويل ثلاثة مشاريع دكتوراه بيئية، حيث اقترحت وكالة تشجيع الاستثمار اثنين من الموضوعات الثلاثة المتفق عليها.
في عام 2010، نشرت IPA مجموعة من المقالات من قبل منكري تغير المناخ البارزين بعنوان تغير المناخ: الحقائق وحررها جون روسكام وآلان موران. نُشرت نسخة موسعة من 22 مقالًا في عام 2015 من خلال Stockade Books [71] ونشرت متابعة حررتها جينيفر ماروهاسي في عام 2017. في عام 2019، نشرت IPA مقالًا بقلم كلايف جيمس، الفصل 22 من منشور 2017، على موقعها على الإنترنت، والذي انتقد ما أسماه «قلق تغير المناخ في وسائل الإعلام الراقية».
وفي عام 2013، أفيد بأن العديد من الشركات الكبيرة المتعددة الجنسيات، بما في ذلك شركات إكسون موبيل وشل والتعدين، قد أوقفت عضويتها ومساهماتها المالية في وكالة تشجيع الاستثمار، بسبب حملتها الشديدة ضد الإجراءات المتعلقة بتغير المناخ.
في عام 2017، نشر ماروهاسي وزميله في IPA جون أبوت بحثًا عن تغير المناخ في مجلة GeoResJ، [73] يناقشان أيضًا العمل على موقع IPA، [74] في The Spectator Australia، [75] وفي مدونة Marohasy. خلص البحث إلى أن الكثير من الاحترار الأخير يمكن أن يُعزى إلى الاختلافات الطبيعية، وأن «العالم كان دافئًا في عام 1980 كما كان خلال العصور الوسطى». تعرض هذا الاستنتاج لانتقادات شديدة من قبل علماء المناخ الذين أشاروا إلى عيوب منهجية في البحث وأعلنوا أنه لا يستحق النشر. أشار جافين شميدت، مدير معهد جودارد لدراسات الفضاء التابع لناسا، إلى أن بعض البيانات قد تغيرت في الوقت المناسب بنحو 35 عامًا، مما أدى إلى إغفال الاحترار الذي حدث منذ عام 1965. وصف شميدت البحث بأنه "لا قيمة له" ومثال على "ما يحدث عندما يتم إصلاح استنتاجاتهم قبل أن يبدأوا العمل.